# Замок Монбазийак
Монбазийак (фр. Château de Monbazillac) — замок на юго-западе Франции, в департаменте Дордонь в нескольких километрах от Бержерака.

## История замка
Анна де Пон (Anne de Pons) завещала в XV веке свой участок земли в Монбазийаке своему сыну Франсуа д’Эди (François d’Aydie), который основал замок сто лет спустя.
Основанный в 1550 году, замок Монбазийак и в наши дни таков, каким он был построен семьей д’Эди (d’Aydie) более 400 лет назад. Устояв в эпоху Религиозных войн и крестьянских восстаний Перигора, обойдённый Французской революцией и архитектурными изменениями XIX века, замок Монбазийак считается с 1941 года историческим памятником.
Принадлежавший протестантским сеньорам Бержерака, замок Монбазийак и его виноградник (22 га) были приобретены в 1960 году винным кооперативом Монбазийака (Cave de Monbazillac). До этого замок передавался по наследству от матерей к детям или племянникам, а также продавался 6 раз, начиная с XVI века.
Людовик Бушар д’Обтер (Louis Bouchard d’Aubeterre) получил в начале XVII века замок в награду за военные заслуги перед королём Генрихом IV, присвоившим в то время Монбазийаку статус княжества.
Мари де Барро (Marie de Barraud), будучи страстной особой, упорно боролась за свободу протестантизма в конце XVII века, но позже всё-таки приняла католичество из любви к своему последнему мужу-католику.
Семья де Бакалан (de Bacalan) в XVIII веке смогла предохранить замок от разрушения в период Революции.
Семья Ляпояд де Пиктери (Lapoyade de Piquetterie) была в XIX веке последним носителем титула сеньоров Монбазийака.
Жан Эма (Jean Eyma), владелец замка в начале XX века, принадлежал к протестантской буржуазии региона и принимал активное участие в политической жизни Бержерака.

## Архитектура
Архитектура замка — плод слияния двух великих эпох: Средневековья с его оборонительным стилем (башни, дозорные дорожки, бойницы, ров) и раннего Возрождения (широкие проёмы, окна с переплётами, незаурядная конструкция крыши, широкая лестница внутри замка с односторонними перилами, расположение комнат).

## Виноградники
Монбазийак — также название престижного виноградника, появившегося в XI веке благодаря монахам монастыря Сен-Мартен вблизи Бержерака. Они первыми открыли секрет изготовления этого белого ликёрного вина.
Глинисто-известковая почва виноградника Монбазийак способствует производству вин наилучшего качества. Собирается только перезрелый виноград, содержание сахара в котором повышено благодаря Botrytis cinerea, так называемой «благородной плесени», которая появляется осенью на гроздьях. Благодаря тщательному отбору винограда и особому процессу винификации появляются вина Монбазийак золотистого цвета с незаурядным букетом ароматов.

## Замок в наши дни
Каждый год несколько десятков тысяч человек посещают замок Монбазийак, пользуясь по желанию его дополнительными услугами:
- в приёмном павильоне можно продегустировать и купить различные вина, следуя советам персонала
- парк в 5 га и его ампелографическая коллекция представят сорта винограда, выращиваемые на 45-й параллели
- в павильоне культуры проходят концерты, спектакли, выставки и конференции, а в июле и августе открыта познавательная мастерская для детей от 6 лет

Также в замке проводятся экскурсии на английском и французском языке (в июле и августе для всех посетителей, в остальной период для групп по предварительной заявке), а также на русском языке для групп по предварительной заявке.